# Гольцендорф, Карл Фридрих
Карл Фридрих фон Гольцендорф (нем. Karl Friedrich von Holtzendorff; 17 августа 1764, Берлин — 29 сентября 1828, Берлин) — прусский военачальник, генерал-лейтенант. Также был генерал-инспектором военных учебных заведений.

## Биография

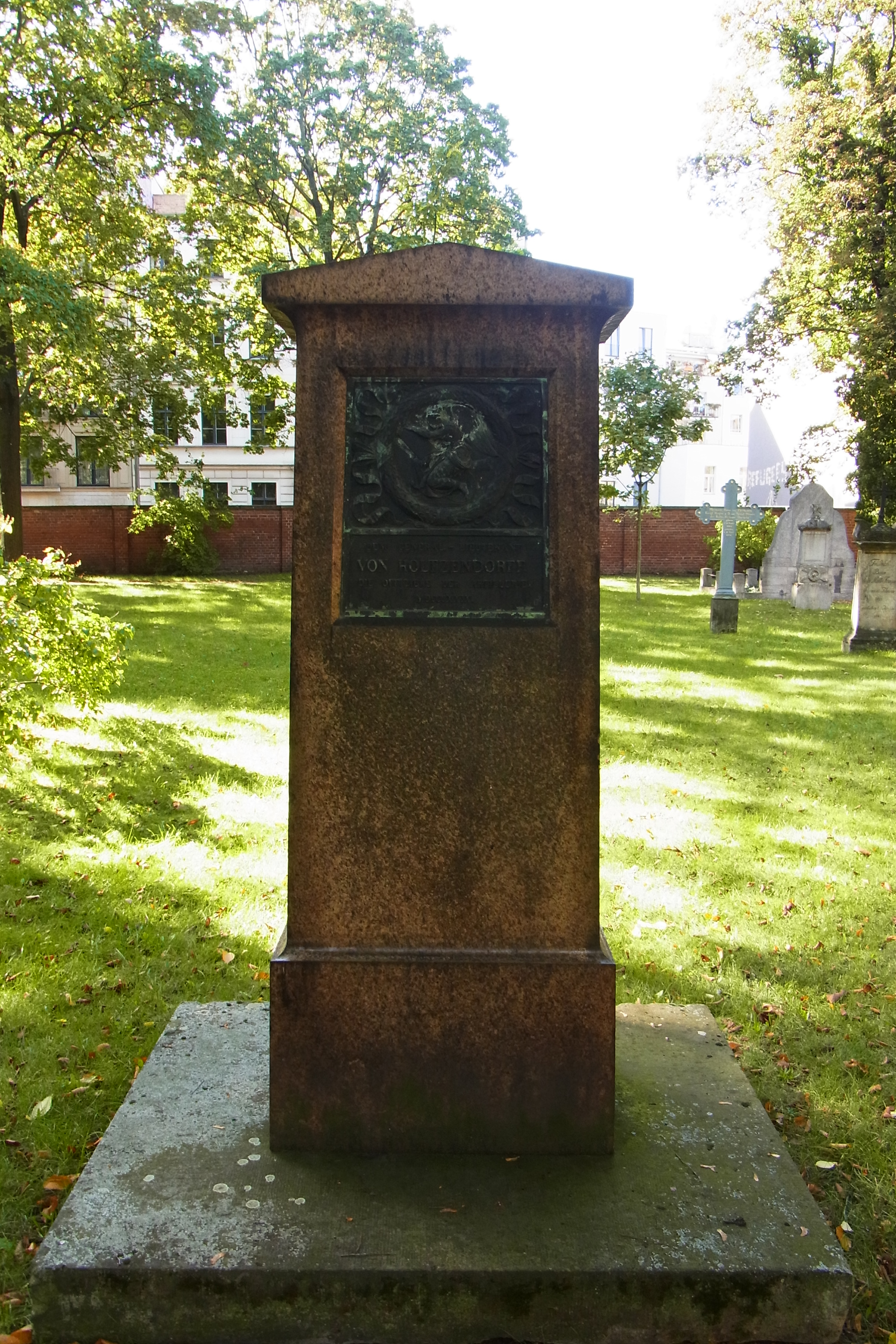
Памятник на могиле Карла Фридриха фон Гольцендорфа на Старом гарнизонном кладбище, Берлин

Сын генерала артиллерии Георга Эрнста фон Гольцендорфа и его жены — Луизы Доротеи Робер. Получил домашнее воспитание.
11 марта 1778 года начал военную службу в корпусе полевой артиллерии Прусской армии. Его первый бой был под Траутенау в Баварской войне за наследство.
В 1781 году получил звание лейтенанта 1-го пеше-артиллерийского полка. В 1790 году служил в войсках под командованием Фридриха Вильгельма II.
В 1794 году, во время Второго польского раздела, Гольцендорф был направлен в Польшу.
В 1797 году Карл Фридрих фон Гольцендорф получил звание старшего лейтенанта, а в 1798 году — он стал штабс-капитаном.
В кампанию 1806 года Гольцендорф был ранен и после выздоровления направлен в 180-ю артиллерийскую часть в Данциге, где получил звание майора. Принимал участие в обороне Данцига.
В 1809 году он стал командиром артиллерийской гвардии и в октябре этого же года получил звание бригадира артиллерии.
В 1813 году в походах от Бреслау до Кольберга Гольцендорф состоял командиром артиллерии в корпусе генерала фон Бюлова.
После перемирия был повышен до подполковника. После сражения при Денневице (6 сентября 1813), где он умело руководил артиллерией, получил звание генерал-майора.
После окончания войны Хольцендорф бал назначен командиром бригады гвардейской артиллерии, а также 2-й и 3-й бригад полевой артиллерии.
В 1818 году Гольцендорфу было присвоено звание генерал-лейтенанта. В 1820 году он был назначен командиром 2-й дивизии в Данциге. В 1825 году назначен генеральным инспектором системы военного образования и подготовки армии.
Карл Фридрих фон Гольцендорф умер 29 сентября 1828 года в Берлине, похоронен на Старом гарнизонном кладбище.

## Награды
Королевства Пруссия:
- Pour le Mérite (29 августа 1794)[3]; дубовые листья (25 октября 1815)[4]
- Железный крест 1-го класса (1813[5], за сражение у Гросберена) и 2-го класса на чёрной ленте
- Орден Красного орла 3-го класса (1815)[6]
- Орден Красного орла 2-го класса с дубовыми листьями[7] (1816)
- Орден Красного орла 1-го класса с дубовыми листьями (1825)
- Крест за выслугу лет[нем.] (1825)

Прочие:
- Орден Святого Георгия 4-го класса (№ 2042 (913); 18 января 1809, Российская империя)[8] — «В воздаяние отличнаго мужества и храбрости, оказанных в минувшую кампанию против французских войск»
- Орден Святого Владимира 3-й степени (28 июля 1814, Российская империя)[9]
- Орден Святой Анны 1-й степени (9 февраля 1817, Российская империя)[10]
- Орден Меча, рыцарский крест (рыцарский крест 1-го класса) (королевство Швеция)

## Семья
11 октября 1791 года женился на Шарлотте Леопольдине Вильгельмине, урождённый Бойен (1769—1848).
В браке у них было семеро детей:
- Каролина Вильгельмина (род. 1792) — первая жена Леопольда фон Путткамера,
- Юлиана Фридерика Аврора Эдилия (род. 1794),
- Карл Вильгельм Эрнст (род. 1795),
- Фридрих Юлиус (род. 1797),
- Леопольдина Генриетта Агнес Эрнштайн (род. 1798),
- Жаннета Луиза Розалия (род. 1801),
- Берта Сесилия Гермиона (род. 1805) — вторая жена Леопольда фон Путткамера.